# Ljiljana Buttler
Ljiljana Petrović Buttler, född 14 december 1944 i Belgrad, död 26 april 2010 i Düsseldorf, var en serbisk-romsk sångerska. Hon har för sina musikaliska insatser kallats för den ”romska själens moder”. Hon åtnjöt betydande popularitet i Jugoslavien under 1970- och 80-talen.
Ljiljana Buttler föddes i Belgrad som dotter till en serbisk-romsk dragspelare och en kroatisk mor. Fadern lämnade familjen kort efter Buttlers födelse och modern försörjde dem genom att sjunga på kaféer och restauranger runt om i landet. Under tiden som de bodde i den bosniska staden Bijeljina tog Buttler lektioner i sång och piano. Efter att modern blivit sjuk fick Buttler redan då hon var 12 år gammal ta över i hennes ställer som sångerska. Ett år senare övergav modern henne och Buttler tvingades bygga upp en egen sångkarriär för att kunna försörja sig. Hon flyttade tillbaka till Belgrad efter att hon slutat skolan och gjorde sig ett namn i stadens uteliv. Hon spelade in sin första singel 1969 och hennes uppträdanden sändes regelbundet på Radio Belgrad. Under 1970-talet blev hon en väl etablerad artist och släppte flera skivor.
Under slutet av 1980-talet dalade hennes karriär, delvis på grund av framväxande musikstilen turbofolk som rönte stora framgångar. 1989 lämnade hon Jugoslavien på grund av de politiska oroligheterna och flyttade till Düsseldorf, Tyskland. Hon gifte sig och jobbade bl.a. som städerska och på fabrik. Hon övertalades av den bosniska musikproducenten Dragi Šestić att återuppta sin musikkarriär och 2004 släpptes albumet The Mother Of Gypsy Soul. Hon uppnådde vissa internationella framgångar och turnerade i Europa. Hennes senaste album är Frozen Roses från 2009. Hon ackompanjerades av det bosniska bandet Mostar Sevdah Reunion.
Buttlers liv skildras i Zoran Čalićs film Lutalica (1987).

## Diskografi
- Đelem, Đelem Daje (1981)
- Duško, Duško (1982)
- Pevam Do Zore - Zabavljam Druge (1983)
- Gde Li Si Sada (1984)
- The Mother Of Gypsy Soul (2004)
- The Legends Of Life (2006)
- Frozen Roses (2009)